# Detlef Hofmann
Detlef Hofmann (Karlsruhe, RFA, 12 de noviembre de 1963) es un deportista alemán que compitió  en piragüismo en la modalidad de aguas tranquilas.
Participó en los Juegos Olímpicos de Atlanta 1996, obteniendo una medalla de oro en la prueba de K4 1000 m. Ganó seis medallas en el Campeonato Mundial de Piragüismo.

## Palmarés internacional
| Juegos Olímpicos   | Juegos Olímpicos          | Juegos Olímpicos  | Juegos Olímpicos |
| Año                | Lugar                     | Medalla           | Competición      |
| ------------------ | ------------------------- | ----------------- | ---------------- |
| 1996               | Atlanta (Estados Unidos)  | Medalla de oro    | K4 1000 m        |
| Campeonato Mundial |                           |                   |                  |
| Año                | Lugar                     | Medalla           | Competición      |
| 1991               | París (Francia)           | Medalla de oro    | K4 500 m         |
| 1991               | París (Francia)           | Medalla de plata  | K4 1000 m        |
| 1991               | París (Francia)           | Medalla de oro    | K4 10 000 m      |
| 1994               | Ciudad de México (México) | Medalla de bronce | K4 1000 m        |
| 1995               | Duisburgo (Alemania)      | Medalla de plata  | K4 500 m         |
| 1995               | Duisburgo (Alemania)      | Medalla de oro    | K4 1000 m        |